# لقمه‌ماهی ژرف‌زی
لقمه‌ماهی ژرف‌زی (نام علمی: Plesiobatis daviesi) نام یک گونه از راسته لقمه‌ماهی‌سانان است.